# ساختمان پست قدیم
ساختمان پست قدیم مربوط به اواخر دوره قاجار و اوایل دوره پهلوی است و در بیرجند، در بافت قدیم خیابان منتظری و در نزدیکی مدرسه شوکتیه و خانه پردلی واقع شده‌است. این اثر در تاریخ ۵ تیر ۱۳۸۴ با شمارهٔ ثبت ۱۱۹۴۴ به‌عنوان یکی از آثار ملی ایران به ثبت رسیده‌است.این بنا در دوره قاجار کاربری نظامی داشته و مکانی برای ساخت، تعمیر، ذخیره و نگهداری اسلحه و مهمات نظامی بود. پس از آن تا سال ۱۳۶۱ برای تلگراف و حمل مرسولات پستی استفاده می‌شده‌است.این بنا از جمله بناهای دو طبقه می‌باشد که ورودی آن در ضلع شرقی واقع شده و همچنین دو ضلع دیگر بنا نیز به صورت دو طبقه ای است. از تزئینات آن می‌توان به آجرکاری به شیوه رگ چینی نام برد. مصالح به کار رفته در این بنا آجر، خشت، گچ و ملات گل است.